# Montenach
Montenach é uma comuna francesa na região administrativa de Grande Leste, no departamento de Mosela. Estende-se por uma área de 9,19 km². Em 2010 a comuna tinha 474 habitantes (densidade: 51,6 hab./km²).